# Asociación de Basketball del Guayas

La Asociación Deportiva Provincial de Basketball del Guayas, de siglas ABG; o también llamada AsoGuayas o AsoBasket, es una asociación deportiva de baloncesto seccional, con sede en el Parque Samanes de la ciudad de Guayaquil. Actualmente forma parte de la Federación Deportiva del Guayas como subdivisión y esta afiliada a la Federación Ecuatoriana de Basketball.
Con el aval de la FedeGuayas, la asociación es la encargada de organizar y regularizar las distintas selecciones provinciales y los torneos formativos, federativos e interfederativos para clubes y selecciones provinciales.

## Historial
| Temporada | Campeón Oficial                          |
| --------- | ---------------------------------------- |
| 1928      | Club Vanguardia                          |
| 1929      | Club Sport Emelec                        |
| 1930      | Club Vanguardia                          |
| 1931      | Club Vanguardia                          |
| 1932      | Club Vanguardia                          |
| 1933      | Club Sport Emelec                        |
| 1934      | Club Sport Oriente                       |
| 1935      | Club Sport Emelec                        |
| 1936      | No hubo torneo                           |
| 1937      | Liga Deportiva Estudiantil               |
| 1938      | Deportivo Unión                          |
| 1939      | Club Sport Emelec                        |
| 1940      | Deportivo Unión                          |
| 1941      | Liga Deportiva Estudiantil               |
| 1942      | Círculo Deportivo Ferroviarios           |
| 1943      | Círculo Deportivo Ferroviarios           |
| 1944      | Círculo Deportivo Ferroviarios           |
| 1945      | Liga Deportiva Estudiantil               |
| 1946      | Círculo Deportivo Ferroviarios           |
| 1947      | Athletic Club Guayaquil                  |
| 1948      | Athletic Club Guayaquil                  |
| 1949      | Athletic Club Guayaquil                  |
| 1950      | Círculo Deportivo Ferroviarios           |
| 1951      | Athletic Club Guayaquil                  |
| 1952      | Athletic Club Guayaquil                  |
| 1953      | Círculo Deportivo Ferroviarios           |
| 1954      | Athletic Club Guayaquil                  |
| 1955      | Club Sport Emelec                        |
| 1956      | Club Sport Emelec                        |
| 1957      | Club Sport Oriente                       |
| 1958      | Athletic Club Guayaquil                  |
| 1959      | Club Sport Oriente                       |
| 1960      | Liga Deportiva Estudiantil               |
| 1961      | Liga Deportiva Estudiantil               |
| 1962      | Liga Deportiva Estudiantil               |
| 1963      | Liga Deportiva Estudiantil               |
| 1964      | Athletic Club Guayaquil                  |
| 1965      | Athletic Club Guayaquil                  |
| 1966      | Liga Deportiva Estudiantil               |
| 1967      | Liga Deportiva Estudiantil               |
| 1968      | Liga Deportiva Estudiantil               |
| 1969      | Liga Deportiva Estudiantil               |
| 1970      | Liga Deportiva Estudiantil               |
| 1971      | Club Sport Emelec                        |
| 1972      | Athletic Club Guayaquil                  |
| 1973      | Club Sport Emelec                        |
| 1974      | Liga Deportiva Estudiantil               |
| 1975      | Club Sport Oriente                       |
| 1976      | Liga Deportiva Estudiantil               |
| 1977      | Athletic Club Guayaquil                  |
| 1978      | Athletic Club Guayaquil                  |
| 1979      | Athletic Club Guayaquil                  |
| 1980      | Athletic Club Guayaquil                  |
| 1981      | Athletic Club Guayaquil                  |
| 1982      | Nueve de Octubre                         |
| 1983      | Athletic Club Guayaquil                  |
| 1984      | Banco Central de Guayaquil               |
| 1985      | Banco Central de Guayaquil               |
| 1986      | Athletic Club Guayaquil                  |
| 1987      | Banco Central de Guayaquil               |
| 1988      | Athletic Club Guayaquil                  |
| 1989      | Athletic Club Guayaquil                  |
| 1990      | Athletic Club Guayaquil                  |
| 1991      | Banco Central de Guayaquil               |
| 1992      | Banco Central de Guayaquil               |
| 1993      | Athletic Club Guayaquil                  |
| 1994      | Banco Central de Guayaquil               |
| 1995      | Club Sport Emelec                        |
| 1996      | Asociación Deportiva Naval               |
| 1997      | Club Sport Emelec                        |
| 1998      | Club Sport Emelec                        |
| 1999      | Club Sport Emelec                        |
| 2000      | Club Sport Emelec                        |
| 2001      | Club Sport Emelec                        |
| 2002      | Club Sport Emelec                        |
| 2003      | La Salle                                 |
| 2004      | La Salle                                 |
| 2005      | La Salle                                 |
| 2006      | La Salle                                 |
| 2007      | La Salle                                 |
| 2008      | Barcelona Sporting Club                  |
| 2009      | Fundación Honorato Haro                  |
| 2010      | Asociación Deportiva Naval               |
| 2011      | Escuela Superior Politécnica del Litoral |
| 2016      | Barcelona Sporting Club                  |
| 2017      | Magic's Basketball Club                  |
| 2018      | Jaguars Basketball Club                  |